# Zachariasz (papież)
Zachariasz (ur. w Kalabrii, zm. 15 marca 752) – święty Kościoła katolickiego i Cerkwi prawosławnej, 91. papież w okresie od 3 grudnia 741 do 15 marca 752.

## Życiorys
Był synem Polychroniusza z Kalabrii.
Był ostatnim z papieży pochodzenia greckiego, ale urodzonym w Italii, a także ostatnim papieżem, który zawiadomił cesarza o swojej elekcji. Kontynuował walkę z ikonoklazmem.
W latach 40. VIII wieku papież pertraktował z królem Longobardów, Liutprandem (z którym spotkał się w 742 roku) i odzyskał zrabowane dobra, zajęte miasta, a także podpisał 20-letni traktat pokojowy. W rok później Longobardowie zrabowali Rawennę i ponownie Zachariasz przeprowadził skuteczne negocjacje. Jednak wkrótce potem jeden z następców Liutpranda, Aistulf, zajął Rawennę, co zakończyło istnienie egzarchatu.
Zachariasz zaraz po wyborze wysłał legatów do cesarza Konstantyna V Kopronima. Kontynuował politykę ustaloną przez swoich poprzedników. Opierał się ikonoklastycznym roszczeniom cesarza Konstantyna i jednocześnie starał się nie zrywać więzów z cesarstwem. Na prośbę Pepina Krótkiego wydał formalne rozporządzenie, aby tytuły królewskie nadawano tym, którzy faktycznie sprawują władzę. W efekcie poparł swym autorytetem detronizację ostatniego króla z dynastii Merowingów, Childeryka III i nakazał św. Bonifacemu (który był już wówczas legatem papieskim) namaścić Pepina Krótkiego na nowego króla Franków.
Wspomnienie liturgiczne obchodzone jest 22 marca. Cerkiew prawosławna wspomina go 5 listopada.